# Улица Электропультовцев
Улица Электропу́льтовцев — улица в Красногвардейском районе Санкт-Петербурга. Юридически проходит от улицы Химиков до Индустриального проспекта (продлена 20 сентября 2013 г.), фактически по состоянию на 2024 год доходит лишь до проектируемого продолжения улицы Потапова.

## История
Безымянный проезд вдоль завода «Электропульт» в начале 2000-х годов был расширен и превращён в улицу.
Название улица Электропультовцев было присвоено 29 декабря 2001 г., дано в честь сотрудников расположенного на улице завода «Электропульт». Первоначально руководители завода вынесли вопрос о присвоении проезду данного названия на заседание Топонимической комиссии Санкт-Петербурга, но эксперты посчитали этот вариант труднопроизносимым и предложили иные названия — Пультовая или Электропультовая. Однако в итоге существующее название всё же было присвоено личным распоряжением губернатора Санкт-Петербурга В. А. Яковлева.

## Объекты городской среды
- Корпуса завода «Электропульт» (дом 7, литеры)
- Кладбище домашних животных (дом 9, корпус 4), открылось в декабре 2012 года[3]

## Пересечения
- улица Химиков
- улица Потапова (проект)
- Индустриальный проспект (проект)

## Транспорт
Ближайшая к улице Электропультовцев станция метро — «Ладожская», расстояние по прямой — около 4 км.
Движение общественного транспорта по улице не осуществляется, недалеко от улицы расположено трамвайное депо.